# Каваками, Дзинъити
Дзинъити Каваками (яп. 川上仁一 Каваками Дзинъити, род. 1949) — японский мастер боевых искусств.

## Биография
Дзинъити Каваками родился в 1949 году в посёлке Вакаса префектуры Фукуи в Японии. В возрасте шести лет он, по его собственным словам, однажды встретил странствующего торговца лекарствами, которым оказался Масадзо Исида (яп. 石田正蔵), до окончания Второй Мировой Войны работавший на японскую разведку в Маньчжурии. Исида обучил Каваками искусству ниндзюцу семьи Бан (относится к направлению Кока-рю, больше известному под искажённым названием Кога-рю). В неполные 19 лет Каваками унаследовал у Исиды звание сокэ, став 21-м главой данного направления ниндзюцу. Большую часть жизни Каваками проработал инженером, а выйдя на пенсию всецело посвятил себя практике и исследованию традиционных японских боевых искусств и ниндзюцу. В частности, он основал Общество по изучению и практике традиции синоби семьи Бан (яп. 伴家忍之伝研修所 Банкэ синоби-но дэн кэнсюдзё)} с центром в посёлке Вакаса. Также он является почётным директором Музея ниндзя в городе Ига. С 2012 года Каваками также стал профессором Университета Миэ, где вместе с историком Юдзи Ямадой, литературоведом Кацуей Ёсимару и др. стал активно продвигать исследования ниндзюцу.

## Ученики
- Ясуси Киёмото — ему поручено преподавание боевых искусств в Банкэ синоби-но дэн кэнсюдзё.
- Хиромицу Курои — исследователь ниндзюцу и автор многочисленных книг (в основном детских) на тему ниндзя.
- Хосе Дэфез
- Марко Паламар
- Фернандо Морено
- Хуан Омбрэ

## Общественно-просветительская деятельность и публикации
В 2004 году выступил редактором при публикации «Свитка о тайном огне ниндзюцу школы Ига-рю» (яп. 伊賀流忍術隠火之巻 Ига-рю ниндзюцу какусиби-но маки) из собрания Фудзиты Сэйко, хранящегося в Музее ниндзя в городе Ига.
В 2007 году выступил консультантом и автором каталога на выставке старинных манускриптов ниндзя в Музее ниндзя в г. Ига.
В 2012 году выступил редактором книги «Ниндзя» (яп. イラスト図解忍者, ISBN 978-4-528-01936-2). С тех пор эта книга стала официальным учебным пособием для своеобразного «Экзамена на знание ниндзя», проводимого властями города Ига.
В 2012 году был консультантом на съёмках исторического сериала «Сарутоби третий» (яп. Сарутоби-сансэй 猿飛三世). Каваками выступил здесь именно в качестве специалиста по трюкам ниндзя, в то время как постановкой боёв занимался Оути Такахито (яп. 大内貴仁).